# Régiments de marche de volontaires étrangers
 (mai 2016).
 (décembre 2015).
Trois régiments de marche de volontaires étrangers (RMVE) sont créés au sein de la Légion étrangère au Barcarès, entre octobre 1939 et mai 1940. Ils recrutent, principalement dans les compagnies de travailleurs étrangers, essentiellement des Espagnols issus de la Retirada qui représentent 1/3 des effectifs ainsi que les Juifs étrangers engagés volontaires qui en constituent 40%. L'écrivain yiddish Benjamin Schlevin (1913-1981), incorporé dans l'un de ces régiments en octobre 1939, décrit longuement dans son roman Les Juifs de Belleville (publié en traduction française en 2025) la période d'instruction des recrues dans le Sud de la France, les combats de mai-juin 1940 et la captivité dans les stalags. 
Ces régiments sont mal équipés et les soldats des autres unités les appellent, avec le 12e REI, par dérision les « régiments ficelles ». Les 21e, 22e et 23e RMVE n’ont pas de noyaux actifs, ni de réservistes de la Légion, ni même de cadres en provenance de Sidi bel-Abbès à l’exception de quelques officiers. Pour les différencier, les couleurs traditionnelles sont inversées et sont « rouge et vert ».Leur devise est «Sans tradition Légion, ils n’en combattent pas moins avec conviction.»
Étudiant le rôle des trois RMVE pendant la bataille de France, l’universitaire Ivan Jablonka conclut que leurs combats sont « sans commune mesure avec l’enfer de Verdun » en 1916, mais que « les volontaires de 1940 n’ont pas démérité », d'autant moins que leur équipement était très insuffisant et qu'ils contribuaient à combler le vide des défenses françaises dans le nouveau système de défense de la Ligne Weygand.

## 21eRMVE
- 29 septembre 1939, création du 1er régiment  de marche des volontaires étrangers. (1er RMVE au Barcarès)
- 25 février 1940 par changement d'appellation devient le 21e RMVE[pas clair].
- Juillet 1940: dissolution.

### Constitution
Le 21e RMVE compte, à sa création, 2 800 hommes et se compose outre son état-major des unités régimentaires classiques (compagnie de commandement ou CDT, compagnie hors-rang ou CHR, compagnie régimentaire d'engins ou CRE, compagnie de pionniers 13e Pionniers ainsi que de trois bataillons d'infanterie). La compagnie de Pionniers sera supprimée le 6 juin. Le premier bataillon est formé des compagnies 1, 2 et 3 plus la première compagnie d'accompagnement ou d'appui ou CA 1 ; le deuxième bataillon a sur le même modèle les compagnies 5, 6 et 7 et la CA 2 ou compagnie d'accompagnement 2 ; même schéma pour le troisième bataillon : compagnies 9, 10, 11 et CA 3 ou compagnie d'accompagnement 3. Chaque compagnie est formée de cinq sections, la 5e section est appelée S.C. ou section de commandement.

### Opérations
Il résiste victorieusement aux Allemands dans le secteur du canal des Ardennes près du Chesne-Populeux et dans le secteur Petites-Armoises et ferme de Bazancourt. Il combat aussi devant Buzancy en juin, puis suivant la retraite des troupes, il est engagé les 13-14 juin 1940 à Sainte-Menehould (1er bataillon) et La Grange-aux-Bois-Les Islettes (1er et 2e bataillon, 10e cie du 3e bataillon). Le 3e bataillon pressé de toute part s'est replié vers Verrières et Passavant ; cependant les sections de sa 10e compagnie combattent à la Grange-aux-Bois et au village les Vignettes. Le 3e bataillon assure à Vaucouleurs le passage de la Meuse par les débris de la 35e division. Le 21e RMVE défend in fine les villages d'Allain et Colombey-les-Belles jusqu'au moment du cessez-le-feu et l'armistice les 22-23 juin 1940.
La lecture attentive des sources, en particulier mais non exclusivement l'histoire du 14e GRDI par le colonel Gallini et La Légion étrangère en Argonne du général Bernard Jean, permettent de comprendre mieux la situation du 21e RMVE du 11 au 14 juin 1940.
L’attaque sur le 57 RI de la 36e division les 9 et 10 juin 1940 avait permis aux Allemands de créer une poche de part et d’autre de l’Aisne en direction de Vouziers, poche dont le fond approche le 10 à 14 heures la route Vrizy-Vrandy[Quoi ?], localités à environ 4 km de Vouziers. Mais cette poche semblait contenue. C’est plutôt à 48 km plus à l’ouest que le front fut crevé : Guderian profitant de la nuit du 9 au 10 avait fait traverser l’Aisne par sa 39e PZK sur un pont du génie à Château-Porcien (zone de la 2e DI) situé à 48 km à l’ouest de Vouziers (zone de la 2e DI) et 10 km à l’ouest de Rethel. 
Ayant rompu le front de Champagne, les Allemands franchissaient déjà le 10 juin au soir la Suippe à Bétheniville à 20 km à l’est, nord-est de Reims. Placé à la gauche de la 35e DI dans les Ardennes, le 21e RMVE, le front de Champagne étant crevé entre Reims et Rethel, se replie dans la nuit du 10 au 11 juin 1940. Une contre-attaque prévue par le 18e corps d'armée pour le 12 juin vers l'ouest n'a pu avoir lieu. C'est que la situation était changée le 12 juin matin : la tenaille allemande s'était déployée puisque si avec la percée au Sud les Allemands fonçaient déjà au Sud-Est vers la Suisse, aussi du côté Nord, s'ils ne s’étaient aperçu qu’assez tard la veille du décrochage du 21e CA. Ils avaient vite rattrapé l’avance que les fantassins français avaient prise et ils fonçaient aussi droit au Sud, refoulant énergiquement devant eux les éléments retardateurs, d'autant plus que devant l'aggravation générale de la situation le 12 juin, le généralissime Maxime Weygand a jeté l'éponge et par instruction personnelle et secrète a ordonné à l'armée française de rompre le combat et de se replier sur le centre du pays sans aucune exception. 
Les ouvrages Maginot sont sabordés et les régiments de forteresse doivent battre en retraite. La 36e DI et la 6e DIC sa remplaçante à la gauche du 21e RMVE avaient déjà migré plus au sud et un vide s’était installé à gauche du 21e RMVE Le dernier contact entre la 35e DI et la 36e DI eut lieu dans la journée du 11 juin à Senuc. Placé ainsi dénudé au plus creux de la tenaille allemande, le 21e RMVE était le plus immédiatement exposé à l’encerclement et à l’anéantissement. Les bataillons du 21e RMVE devaient encore reculer et ils se trouvaient le 13 vers 3 heures du matin  à Vienne-la-Ville (1er), région de Moncheutin (2e) et Malmy (3e bataillon). Un ordre de 4 heures de repos prescrit par la division était alors annulé malgré les fatigues par le colonel Debuissy ; les fantassins, même épuisés, devaient gagner Sainte-Menehould sans tarder (le 3e bataillon quitte Malmy à 4h 35 du matin).
Malgré ce repli accéléré, le 3e bataillon menacé d'encerclement dans la région de Verrières dut se replier précipitamment sur Passavant-en-Argonne, au sud de Sainte-Menehould abandonnant même à son sort sa 10e cie (capitaine Félicien Duvernay) ; la 10e cie réussit à rejoindre la route La-Grange-aux-Bois-Les Islettes. Le premier bataillon arrivé à temps dans Sainte-Menehould y mène un combat valeureux, mais coûteux contre les Allemands descendant le côté ouest à l'intérieur de la Ville du nord au sud (le pont de La-Neuville-le-Pont et les deux ponts de Sainte-Menehould ayant été détruits. 
Le 1er bataillon dut se replier entre La-Grange-aux-Bois et les Islettes à l'Est de Sainte-Menehould et combattre à la gauche du 11e RI. Le 2e bataillon, qui à Sainte-Menehould n'avait pu prendre position, le général Delaissey commandant l'infanterie de la division l'ayant mis au repos, a partagé le sort du 1er bataillon. Finalement, les éléments du 21e RMVE présents auprès du 11e RI rejoignent Passavant-en-Argonne en passant par Futeau et Brizeaux. Le 3e bataillon, privé de vivres et surtout pauvre en munitions, était menacé d'encerclement dans la région de Verrières ; n'obtenant pas d'avis du PC régimentaire, le commandant Poulain du 3e bataillon prit seul la décision du retrait. Il faut dire qu'à Sainte-Menehould l'officier de liaison entre la division et le régiment avait transmis directement au 1er bataillon l'ordre de repli (journal de marche du 1er bataillon). La division avait aussi envoyé l'ordre de repli au 3e bataillon, mais cet ordre n'était pas parvenu au destinataire (journal de marche du 3e bataillon). Le colonel du régiment, le lieutenant-colonel Paul Debuissy, qui en annulant les ordres de repos venant de la division avait très probablement sauvé son régiment de l'anéantissement, apprit à son arrivée à Passavant-en-Argonne le 15 juin à 5 heures du matin, précédé à 1 heure 15 par son PC et à 1 heure 30 par son 1er bataillon, qu'il était remercié, c'est-à-dire limogé et remplacé par le lieutenant-colonel Albert Martyn. Le lieutenant-colonel Debuissy avait été convoqué par ordre du général Decharme pour se présenter à Passavant-en-Argonne le 14 juin à 9 heures du soir. Le capitaine Dufourg nous éclaire sur cet événement (majeur dans l'histoire du 21e RMVE) à la page 273 de son livre Brassard rouge Foudre d'or paru en 1952 : « Martyn (Albert), 19-10-83, Calais, lt-col., 21e RMVE (sera prisonnier à l'Of. VI A). Commandant le 2e bataillon du 123e RI, il avait été nommé lieutenant-colonel début mai 1940 ». Quand le colonel Bélascain commandant le 123e RI tomba malade, le lieutenant-colonel Martyn se présenta dans la matinée au PC de la 35e DI à l'hôtellerie de l'Argonne le 12 juin matin devant le capitaine Robert Dufourg, officier d’EM de la 35e DI. Il croyait bien être l’élu de droit pour commander le 123e RI, mais le capitaine Dufourg lui fit comprendre qu’il devrait se contenter du 21e RMVE, le commandant D’Olce ayant été choisi pour commander le 123e RI.
Le 14 juin à 6 heures du matin environ, le colonel Gallini était arrivé au PC de la 35e division et le lieutenant colonel Jobin, chef d'état-major de la division, lui avait demandé de boucher le trou qui s'élargissait sans cesse entre la 6e DIC et le 21e RMVE mais ses unités n'étaient pas encore là et la mesure ne put s'accomplir comme pour la contre-attaque vers l'ouest qui avait été prévue le 11 avec l'aide de chars pour le 12 juin. Le colonel Debuissy n'avait que 53 ans, mais grisonnant et replet, il paraissait approcher plutôt la soixantaine, mais il demeurait robuste. Lors de son limogeage, il ne put que montrer son indignation. Hans Habe rapporte qu'il aurait dit : « Je suis un peu fatigué, mais je ne suis ni malade ni blessé et je n'ai pas démérité. Je proteste ». Son successeur à la tête du régiment durant la débâcle s'assura, selon Hans Habe, de toujours disposer d'un véhicule personnel et d'un véhicule d'approvisionnement. Le général Decharme aurait pu pour justifier le renvoi du lieutenant-colonel Debuissy utiliser le règlement en usage alors dans l'armée française interdisant à un commandant subalterne de désobéir à un ordre d'un commandant supérieur ; s'il ne le fit pas pour se justifier, c'est que la directive de la division conduisait le 21e RMVE au désastre. En revanche, la directive du général Delaissey à Sainte-Menehould annulant les ordres de Debuissy au 2e bataillon était dans la logique du règlement, mais eut très probablement des effets désastreux. 
Ces exemples illustrent la rigidité de la méthode française d'alors vis-à-vis la souplesse de la méthode allemande, qui autorisait les officiers subalternes à prendre l'initiative (Auftragstaktik) à leurs propres risques pour la réussite de la mission. 
Le récit d’Henri de Rolland la 35e division dans la bataille paru dans la revue militaire suisse montre clairement que la 35e division avait perdu dans la nuit du 12 au 13 juin  le contact avec sa gauche (face au front), c’est-à-dire avec le 21e RMVE régiment qui lui-même n’était plus ni en contact ni protégé sur sa gauche par la 36e DI, comme il aurait dû l’être, et cette dernière n’était plus ni en contact ni protégée sur sa gauche par la 6e DIC comme elle aurait dû l’être, ces deux dernières divisions ayant déjà migré plus au sud ; le 21e RMVE était donc à découvert et la décision du lieutenant-colonel Debuissy d’accélérer son repli était totalement justifiée.En annulant les repos de 4 heures de son unité, il ne faisait qu’effectuer le même repli que celui prescrit dans la nuit du 12 au 13 au reste de la division, repli qui aurait dû être sa priorité vu sa position la plus exposée et les faibles moyens dont il disposait.
L'écrivain Hans Habe a écrit en anglais dans son récit A Thousand Shall Fall ("S'il en tombe mille"), paru en 1941, pour la date du 15 juin 1940 cette phrase (traduction) : :Le premier geste officiel du colonel Martyn fut de confisquer notre Renault à Truffy et à moi pour en faire sa cuisine de campagne..." Hans Habe et le lieutenant Pierre Truffy avaient passés la nuit du 13 au 14 juin dans l'école de Verrières et avaient trouvé cette vieille voiture dans ce village. Le rapport du sous-lieutenant Charles Pold, officier de ravitaillement à la CHR du 21e RMVE mentionne que le 13 juin à 15 heures le train de véhicules du 21e RMVE a quitté en panique le village de Les Charmontois situé 9 kilomètres au sud de Passavant-en-Argonne. Le train régimentaire se trouva vite sans officiers et arriva à Sept-Fonds. Voilà pour expliquer la confiscation de la Renault le 15.. De son côté, le capitaine Amédée Modéna (Graribaldien de 1914-1918), commandant la 9e section (3e bataillon), rapporte  dans un rapport écrit à Saint Brévin l’Océan le 19 septembre 1942, qu'à Passavant-en-Argonne, le 14 juin à 16 heures , alors qu'il soigne une blessure, on l'informe que son régiment va être dissout, Cela sera annulé, mais cela interroge sur la nature de liens possibles  entre la mise à l'écart du train du 21e RMVE, le limogeage du colonel Paul Debuissy et la dissolution envisagée de son régiment.
L'écrivain Hans Habe rapporte que le 16 juin 1940, alors que le colonel Martyn avait remplacé la vieille Renault ayant rendu l'âme par le seul camion encore disponible pour en faire sa popote, le volontaire étranger Raphael Adatto et d'autres remettaient en état de marche un vieux camion trouvé sur le bord de la route. La Compagnie de Commandement se trouvait alors dans un village au sud de Lérouville, probablement  Chonville-Malomont. Six jours plus tard survenait la capitulation...
Toutefois, pour replacer ces événements dans leur contexte tactique, il convient de prendre en compte d’autres points de vue éclairants sur les combats de Sainte-Menehould, et en particulier celui de Roger Bruge, spécialiste des combats de 1940 et de la ligne Maginot :
« La veille [le 13 juin 1940], l’observation aérienne allemande s’est montrée déficiente. Le régiment de la 35e DI qui se trouvait à droite du 21e RIC et tenait Sainte-Menehould, s’est en partie débandé et l’adversaire n’a pas su exploiter une chance qu’il n’a pas décelée.
On a toujours su que le 21e RMVE n’était pas brillant, mais de là à craquer et à tourner bride... Arrivés dans la matinée du 13 à Sainte-Menehould, les bataillons harassés par trois nuits de marche avaient pris leur dispositif de combat : le I/21e RMVE du commandant Mirabail aux lisières nord de la ville, le IIe bataillon du commandant Fagard au cœur de la cité, et le IIIe bataillon avec le PC du lieutenant-colonel Debuissy à Verrières. Les Allemands ont pris le contact dans l’après-midi après-midi et, très rapidement, un ordre de repli a été envoyé au bataillon Mirabail qui se battait dans le faubourg de Sainte-Menehould. Lorsque la nuit tomba, on apprit qu’une partie du IIIe bataillon s’était débandée et que le colonel avait décroché de justesse vers Passavant pour ne pas être capturé. Dans les archives du 21e RMVE, pas un mot sur l’affaire. Dans le rapport du général Decharme, de la 35e DI, aucune allusion, si ce n’est que « les 21e RMVE est obligé (sic) de se replier ».

## 22eRMVE
- 24 octobre 1939, création du 2e régiment de marche des volontaires étrangers (2e RMVE). Il est intégré à la 19e division d'infanterie[6].
- 18 février 1940 :  par décision ministérielle il est renommé 22e RMVE[6]
- Juillet 1940 : dissolution.

En avril 1940, le 22e RMVE est au camp du Larzac pour poursuivre son instruction. Au début du mois de mai, le régiment est en Alsace et le 19 mai, il rejoint la Somme au sud de Péronne. Du 22 au 26 mai, il tient le secteur de Fresnes-Mazancourt, Misery (Somme) et Marchélepot, et défend la route de Paris, au sud de Péronne. Ce régiment, composé de réfugiés espagnols républicains et d'immigrés juifs d'Europe centrale, se bat avec une telle détermination, qu’il est anéanti par les chars allemands à Berny et à Villers-Carbonnel. Les soldats épuisés refusent de se rendre, et se battent au corps à corps aux environs de Marchelepot, jusqu'à ce qu'il ne reste plus que 800 hommes valides, sur un effectif de départ d’environ 2 500.
Les Allemands rendent les honneurs aux survivants faits prisonniers.

## 23eRMVE
- Mai 1940, création du 23e régiment de marche de volontaires étrangers (23e RMVE).

Le 3e RMVE prend l'appellation de 23e RMVE le 31 mai 1940, suivant décision ministérielle no 5094 du 13 mai 1940. Il est formé  sous les ordres du lieutenant-colonel Gaston Aumoitte, et quitte le camp du Barcarès le 3 juin 1940, pour prendre part à la bataille de Soissons le 7 juin. De nouveaux combats ont lieu à Pont-sur-Yonne le 15 et le 16. D’après un capitaine de l’armée française engagé à Villers-Cotterêts les 9-10 juin 1940, les légionnaires du 23e RMVE se sont « très bien comportés au feu » malgré une « instruction militaire plutôt faible ».
Au moment de la fin des hostilités, le régiment se regroupe en Haute-Vienne, dans la région de Chateauponsac, Orcenais, près de Saint-Amand-Montrond et en juillet 1940, une partie du 23e régiment se trouve à Rivesaltes[réf. nécessaire].
- 1er juillet : dissolution (ref JMO). Des régularisations administratives ont eu lieu dans les jours qui suivirent.
- Moritz Singer, matricule 7803,-C.A.3 4e section ne fut démobilisé que le 19 janvier 1941, à Montauban.

Le monument aux morts du 23e est situé dans la commune de Missy-aux-Bois.

## Historique des garnisons, campagnes et batailles
Comme lors de la précédente guerre mondiale, de nombreux volontaires étrangers demandèrent à servir dans les rangs de l'armée française.
À cet effet, furent créés en octobre 1939, au camp du Barcarès dans les Pyrénées-Orientales, les 21e et 22e régiments de marche de volontaires étrangers. Dans leurs rangs on compte jusqu'à 47 nationalités différentes.
Ces deux régiments sont tout d'abord déployés en Alsace en mai 1940 puis sont dirigés dans les Ardennes dès le début des hostilités.
Le 21e RMVE est intégré à la 35e Division d'infanterie et déployé dans le sud des Ardennes. Le régiment tient son secteur (le long du Canal de la Marne au Rhin) pendant plus de trois semaines. Au cours de son repli, il livre combat contre les troupes allemandes, notamment au village de Sainte-Menehould. Il s'illustre dans le secteur de Buzancy - Le Mort-Homme les 9 et 10 juin 1940 puis à la Grange au Bois.
Le 22e RMVE est quant à lui engagé dans la région de Péronne et notamment le 24 mai 1940 lors de la prise de Villers-Carbonnel qu'il doit finalement abandonner à la suite des assauts répétés des chars allemands.
Le dernier né des régiments de volontaires étrangers, le 23e RMVE, formé en mai 1940, est engagé au sud de Soissons le 7 juin 1940, à Villers-Cotterêts le 9 juin, puis les 15 et 16 juin à Pont-sur-Yonne.

## Liste des chefs de corps
- 21e RMVE
  - Lieutenant-colonel Paul Debuissy.
  - Lieutenant-colonel Albert Martyn.
- 22e RMVE
  - Lieutenant-colonel Pierre Villiers-Moriamé.
  - Chef de bataillon Hermann.
- 23e RMVE
  - Lieutenant-colonel Gaston Aumoitte.
  - Lieutenant-colonel Maillet, commandant du dépôt 21
  - Commandant Herivaux, Rivesaltes
  - Médecin-général Le Dentu, directeur des services de santé des camps (Rivesaltes, 24/7/1940)

## Fanions

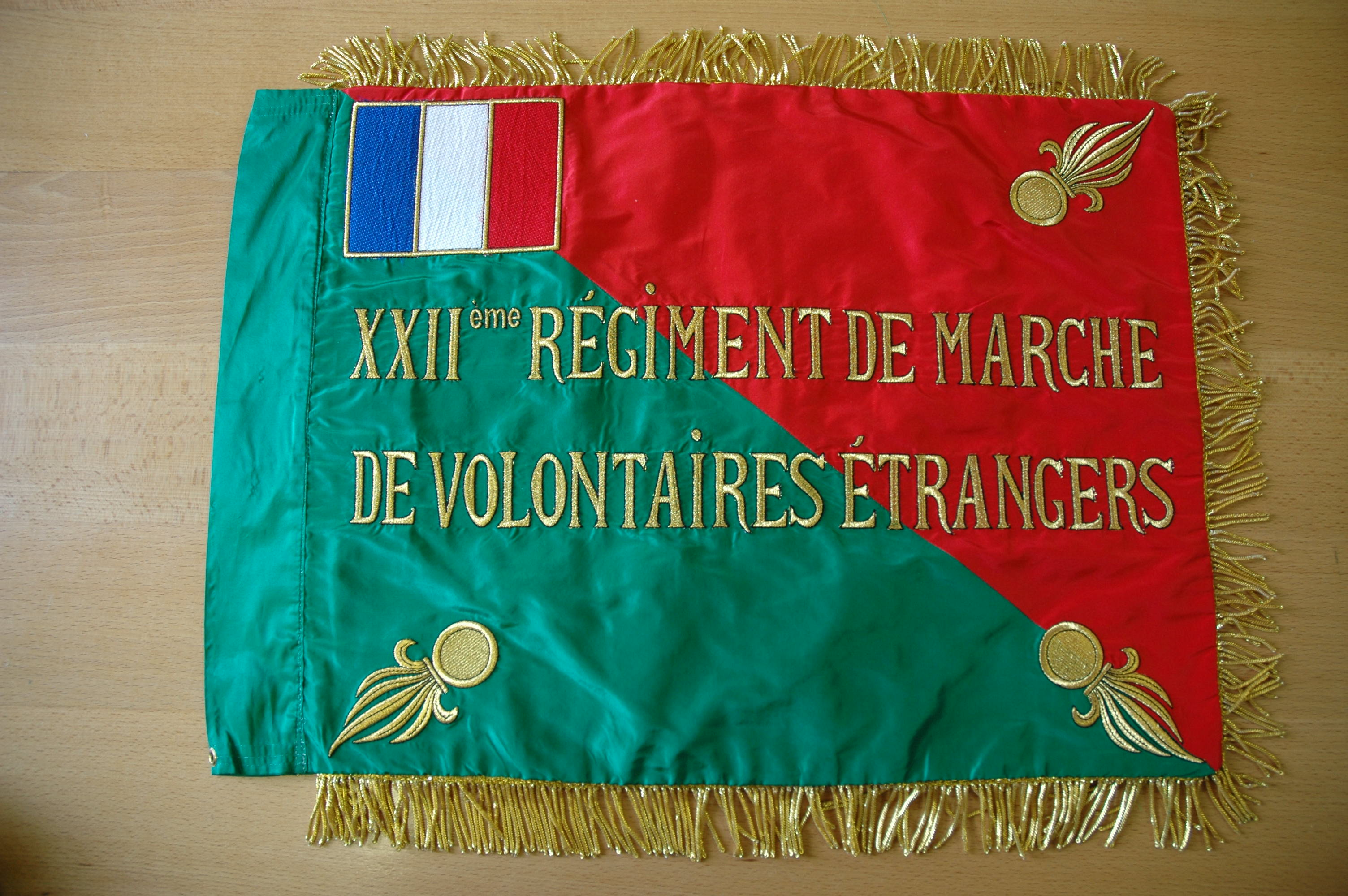
Fanion du 22e RMVE
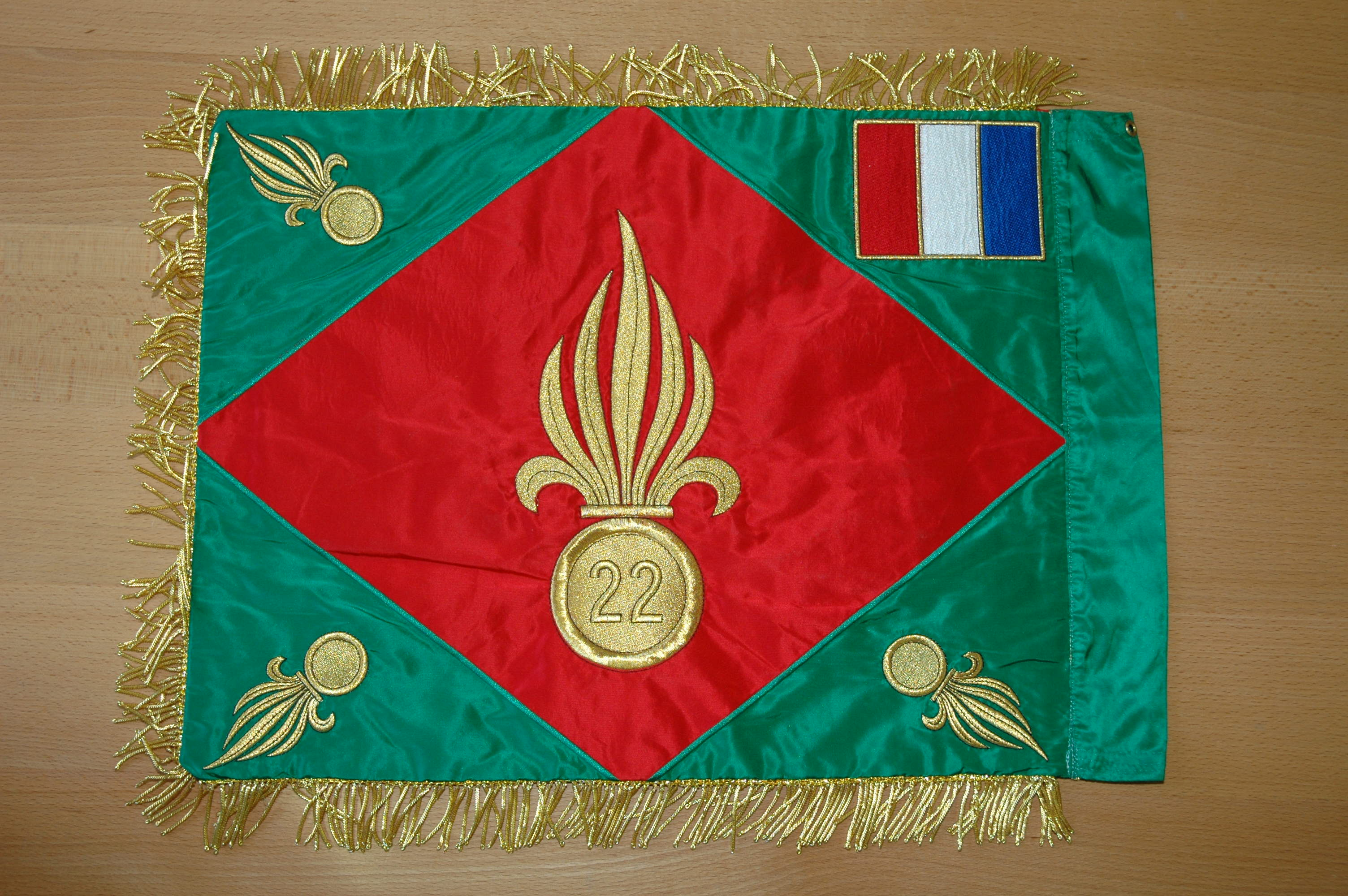
Fanion du 22e RMVE (verso)